# Alosa caspia knipowitschi
Alosa caspia knipowitschi is een ondersoort van de straalvinnige vissen uit de familie van de haringen (Clupeidae). De wetenschappelijke naam van de soort is voor het eerst geldig gepubliceerd in 1927 door Iljin.